# Чочергина
Чочергина — река в России, протекает по Каргасокскому району Томской области. Устье реки находится в 13 км по правому берегу реки Кельват. Длина реки составляет 11 км.

## Данные водного реестра
По данным государственного водного реестра России относится к Верхнеобскому бассейновому округу, водохозяйственный участок реки — Васюган, речной подбассейн реки — Васюган. Речной бассейн реки — (Верхняя) Обь до впадения Иртыша.
Код объекта в государственном водном реестре — 13010800112115200030805.